# 王忠民 (1957年)
王忠民（1957年10月—），陕西蒲城人。中国共产党党员。西北大学经济系毕业，中国社会科学院研究生院博士研究生学历，经济学博士，教授、博士生导师。历任西北大学教师、教授、经济管理学院副院长、副校长、校长；陕西省人民政府秘书长兼办公厅主任，中共安康市委书记等职。2003年12月调任全国社会保障基金理事会股权部主任，2004年10月升任副理事长。